# Isabella Potbury
Isabella Claude Potbury (1890 – 31 de julio de 1965) fue una retratista, miembro de la Unión Social y Política de las Mujeres (WSPU, por sus siglas en inglés) y sufragista militante inglesa que fue arrestada y encarcelada varias veces, tiempo durante el cual fue alimentada por la fuerza. Fue galardonada con la Medalla de huelga de hambre de la WSPU.

## Biografía
Isabella Potbury nació en 1890 en Epsom, Surrey, hija de Harriet Alice Clapham (1862–1942) y el maestro de escuela educado en Cambridge John Albert Potbury (1859–1903).

## Sufragista

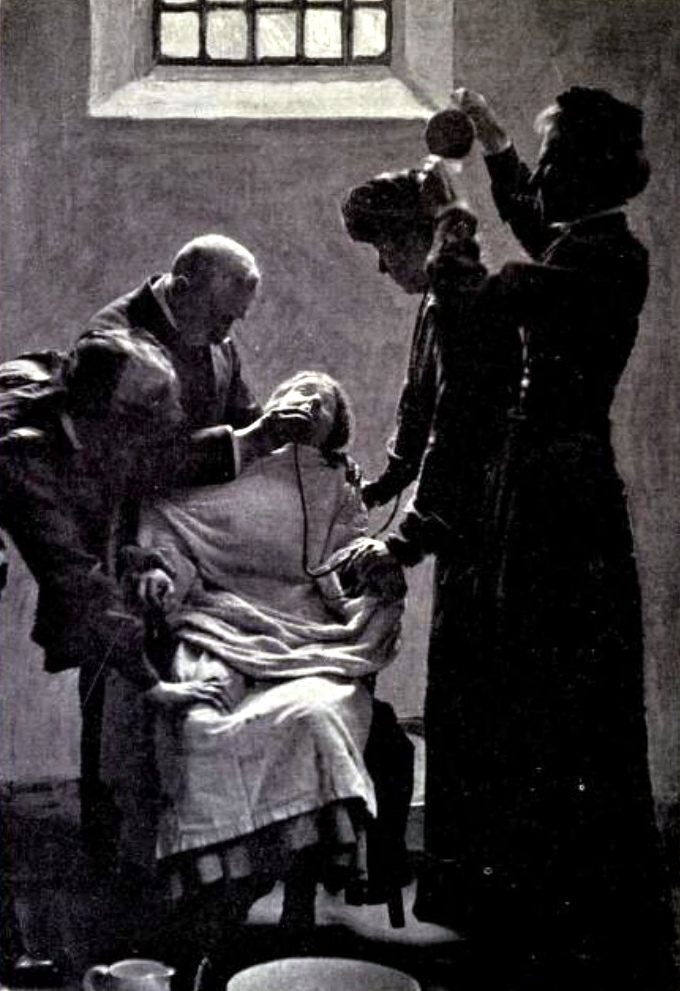
Una sufragista alimentada a la fuerza; Potbury sufrió este tratamiento en 1912 en la prisión de Holloway

Fue arrestada por primera vez el 25 de noviembre de 1910, después de lo cual compareció en el tribunal de primera instancia de Bow Street. Estaba nuevamente en el muelle el 24 de noviembre de 1911 después de un nuevo arresto luego de lo cual fue encarcelada. Regresó a la corte en las sesiones de Londres el 12 de diciembre de 1911 y apareció nuevamente en Bow Street el 7 de marzo de 1912 después de romper diez ventanas con Olive Wharry y Mollie Ward en Messers Robinson y Cleaver en Regent Street en Londres valoradas en £ 195. Potbury, una estudiante de 22 años, fue enviada a juicio en las Sesiones de Londres el 19 de marzo de 1912, donde recibió una sentencia de seis meses de en la prisión de Holloway, donde fue co-firmante de el pañuelo Suffragette en 1912. Fue liberada a principios de junio de 1912 después de unirse a la huelga de hambre y de ser alimentada a la fuerza. Su última aparición en Bow Street fue el 30 de junio de 1914.
Isabella Claude Spencer murió en 1965 en Chelsea, Londres.